# (20897) Deborahdomingue
(20897) Deborahdomingue est un astéroïde de la ceinture principale.

## Description
(20897) Deborahdomingue est un astéroïde de la ceinture principale. Il fut découvert le 20 novembre 2000 à la station Anderson Mesa par le programme LONEOS. Il présente une orbite caractérisée par un demi-grand axe de 2,77 UA, une excentricité de 0,02 et une inclinaison de 15,6° par rapport à l'écliptique.

## Compléments